# Nadarajah Raviraj
Nadarajah Raviraj (tamoul : நடராஜா ரவிராஜ், naṭarājā ravirāj, API: [nəɖəˈɾɑːɟɑ ˈɾəviˌɾɑːɟ] [?] (25 juin 1962 – 10 novembre 2006) était un homme politique tamoul srilankais et un avocat. Né dans le district de Jaffna dans le nord du Sri Lanka, il était parlementaire de l’Alliance nationale tamoule jusqu'à ce qu'il soit abattu par des hommes proches du gouvernement srilankais à Colombo, Sri Lanka, le 10 novembre 2006. Le gouvernement srilankais décline toute responsabilité et condamne fermement l'assassinat.